# Zaprionus
Zaprionus is een vliegengeslacht uit de familie van de Fruitvliegen (Drosophilidae).

## Soorten
- Z. ghesquierei Collart, 1937
- Z. indianus Gupta, 1970
- Z. tuberculatus Malloch, 1932